# Трані
Трані (італ. Trani) — місто та муніципалітет в Італії, у регіоні Апулія, один з трьох адміністративних центрів провінції Барлетта-Андрія-Трані.

## Географія
Трані розташоване на відстані близько 340 км на схід від Рима, 45 км на північний захід від Барі, 13 км на південний схід від Барлетти, 12 км на північний схід від Андрії.

## Демографія
Населення — 56 221 особа (2014).Населення за роками:

Станом на 1 січня 2023 року в муніципалітеті офіційно проживали 1852 іноземці з 82 країн, серед них 291 громадянин країн Євросоюзу та 37 громадян України.
Щорічний фестиваль відбувається 3 травня. Покровитель — святий Миколай Pellegrino.

## Персоналії
- Вандіса Гвіда (* 1935) — італійська акторка.

## Туристичні принади
1. Церква Св. Анни (Трані)

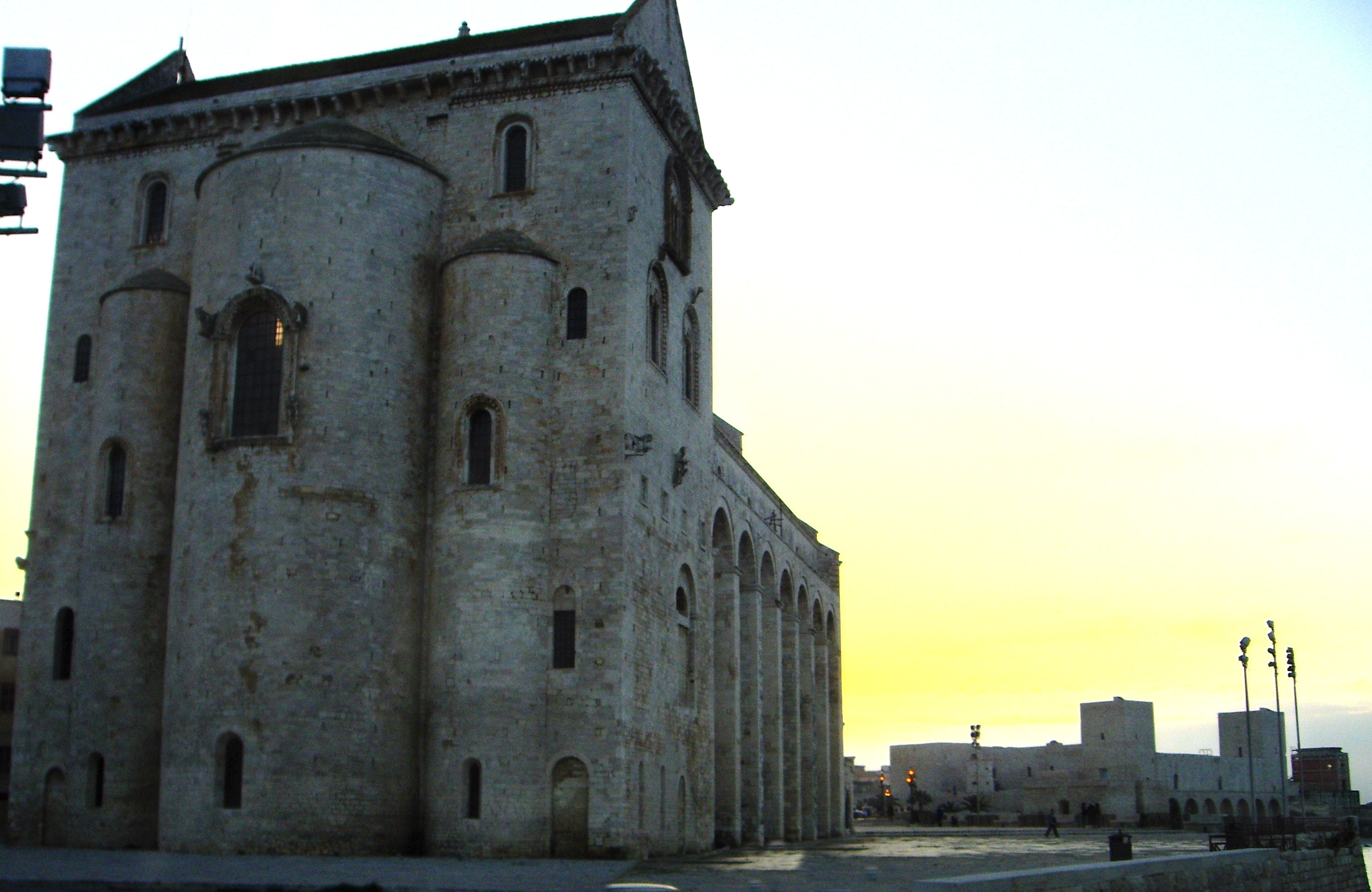
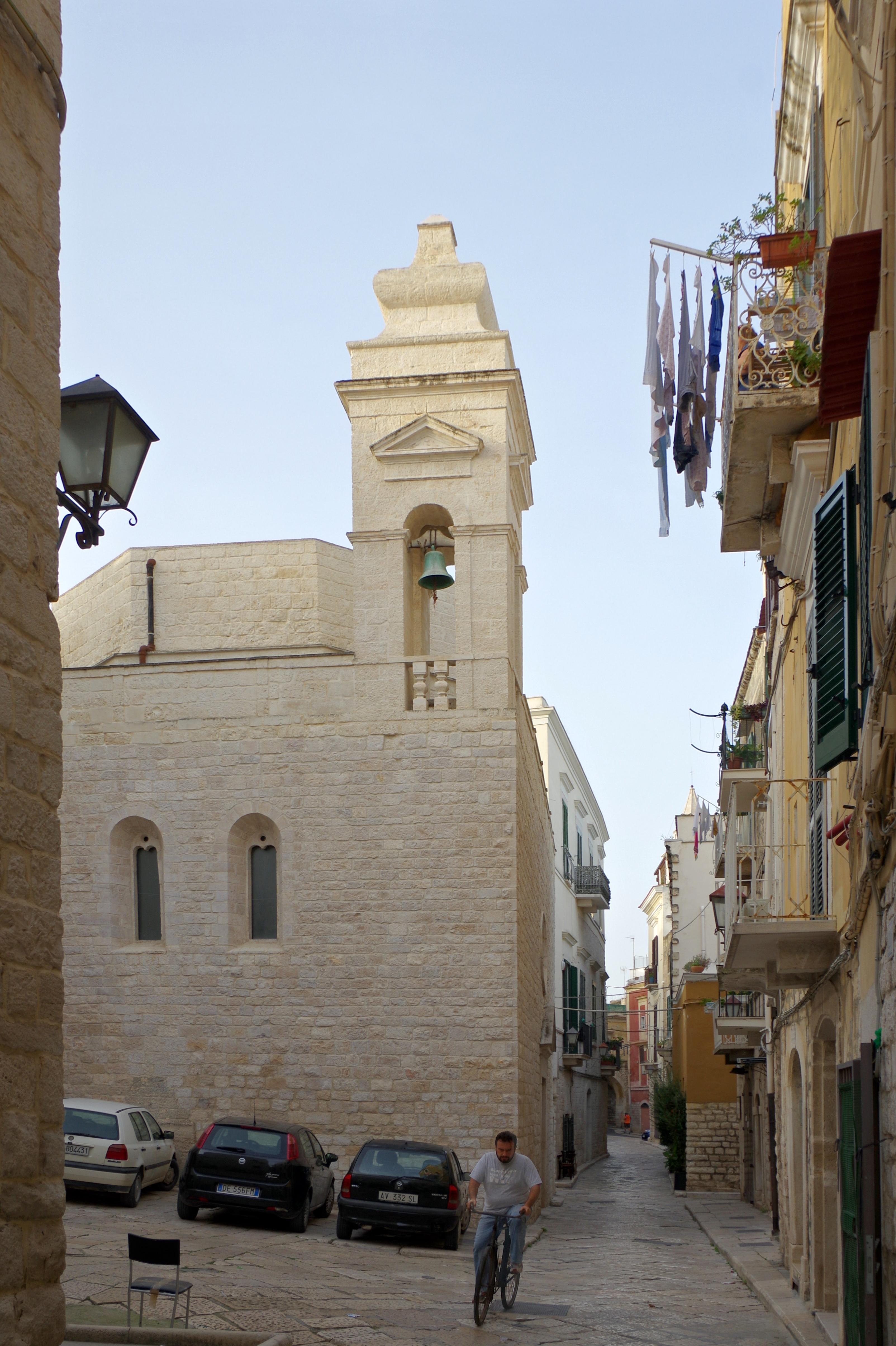
Церква Св. Анни

## Сусідні муніципалітети
- Андрія
- Барлетта
- Бішельє
- Корато